# Flavia Gaviglio
Flavia Gaviglio, née le 8 septembre 1963, est une coureuse de fond italienne spécialisée en course en montagne. Elle est vice-championne d'Europe de course en montagne 1998 et triple championne d'Italie de course en montagne.

## Biographie
Flavia fait ses débuts en athlétisme sur piste où elle se spécialise d'abord dans le demi-fond. Elle devient vice-championne d'Italie de 800 m en 1985 en terminant à 60 centièmes derrière Erica Rossi. Elle remporte également la médaille de bronze sur 1 500 m aux championnats nationaux.
Après avoir sa carrière sportive entre parenthèses quelques années, elle effectue son retour en s'orientant vers les courses de fond et le cross-country, discipline dans laquelle elle décroche de nombreuses victoires régionales.
Elle franchit un cap en 1994. Elle est sélectionnée pour les championnats du monde de cross-country à Budapest où elle termine 50e. Elle décroche ensuite la troisième marche du podium au cross delle Pradelle. Elle effectue avec succès ses débuts en semi-marathon. Elle remporte la victoire à ceux d'Esine, de Nova Ligure et d'Alexandrie. Elle obtient son meilleur résultat aux championnats d'Europe de cross-country en terminant treizième à Alnwick.
En 1996, elle se met à la course en montagne avec succès en remportant le titre de championne d'Italie de course en montagne.
Le 5 juillet 1998, elle prend part au Trophée européen de course en montagne à Sestrières. Donnée comme favorite, l'équipe italienne ne déçoit pas et domine la course féminine. Rosita Rota Gelpi remporte le titre, suivie par Flavia, Pierangela Baronchelli et Maria Grazia Roberti. Le trio du podium décroche la médaille d'or par équipes.
Elle remporte deux autres titres nationaux de course en montagne en 2001 et 2004.
Elle devient par la suite coach sportive et soutient Tommaso Vaccina notamment.

## Palmarès

### Piste
| Année | Compétition                                 | Lieu  | Place | Épreuve | Temps         |
| ----- | ------------------------------------------- | ----- | ----- | ------- | ------------- |
| 1985  | Championnats d'Italie d'athlétisme          | Rome  | 2e    | 800 m   | 2 min 8 s 98  |
| 1985  | Championnats d'Italie d'athlétisme          | Rome  | 3e    | 1 500 m | 4 min 26 s 64 |
| 2000  | Championnats d'Italie d'athlétisme en salle | Gênes | 2e    | 3 000 m | 9 min 16 s 45 |
| 2001  | Championnats d'Italie d'athlétisme en salle | Turin | 3e    | 3 000 m | 9 min 18 s 73 |

### Route/cross
| Année | Compétition                            | Lieu                   | Place | Épreuve          | Temps           |
| ----- | -------------------------------------- | ---------------------- | ----- | ---------------- | --------------- |
| 1994  | Cross delle Pradelle                   | Domegge di Cadore      | 3e    | Cross-country    | 17 min 15 s     |
| 1994  | Semi-marathon du Val Caminoca          | Esine                  | 1re   | Semi-marathon    | 1 h 21 min 32 s |
| 1994  | Maratonina di fine Estate              | Cairo Montenotte       | 2e    | Semi-marathon    | 1 h 15 min 42 s |
| 1994  | Semi-marathon d'automne                | Novi Ligure            | 1re   | Semi-marathon    | 1 h 20 min 46 s |
| 1994  | Semi-marathon d'Alexandrie             | Alexandrie             | 1re   | Semi-marathon    | 1 h 16 min 32 s |
| 1994  | Championnats d'Europe de cross-country | Alnwick                | 13e   | Cross-country    | 14 min 54 s     |
| 1994  | Cross della Vallecamonica              | Darfo Boario Terme     | 1re   | Cross-country    | 15 min 33 s     |
| 1995  | Donostia Gimnástica de Ulia            | Ulia                   | 2e    | 5 kilomètres     | 16 min 15 s     |
| 1995  | Trofeo Sant'Agata                      | Catane                 | 2e    | 5 kilomètres     | 15 min 40 s     |
| 1995  | Maratonina di fine Estate              | Cairo Montenotte       | 3e    | Semi-marathon    | 1 h 21 min 12 s |
| 1995  | Semi-marathon d'Alexandrie             | Alexandrie             | 2e    | Semi-marathon    | 1 h 17 min 8 s  |
| 1995  | Cross della Vallecamonica              | Darfo Boario Terme     | 2e    | Cross-country    | 15 min 58 s     |
| 1997  | Semi-marathon du Val Caminoca          | Esine                  | 2e    | Semi-marathon    |                 |
| 1997  | Championnats d'Europe de cross-country | Oeiras                 | 20e   | Cross-country    | 18 min 40 s     |
| 1997  | Cross della Vallecamonica              | Darfo Boario Terme     | 2e    | Cross-country    | 21 min 25 s     |
| 1998  | Cross della Vallagarina                | Villa Lagarina         | 3e    | Cross-country    | 15 min 55 s     |
| 1998  | Semi-marathon de Prato                 | Prato                  | 3e    | Semi-marathon    | 1 h 15 min 57 s |
| 1998  | Semi-marathon d'Haarlem                | Haarlem                | 2e    | Semi-marathon    | 1 h 15 min 27 s |
| 1999  | Cross di Ala' Dei Sardi                | Alà dei Sardi          | 3e    | Cross-country    | 18 min 31 s     |
| 1999  | Cross delle Pradelle                   | Domegge di Cadore      | 3e    | Cross-country    | 16 min 18 s     |
| 1999  | Cross della Vallecamonica              | Darfo Boario Terme     | 1re   | Cross-country    | 21 min 26 s     |
| 2000  | Semi-marathon de Prato                 | Prato                  | 3e    | Semi-marathon    | 1 h 15 min 40 s |
| 2000  | Cross della Vallecamonica              | Darfo Boario Terme     | 3e    | Cross-country    | 21 min 17 s     |
| 2001  | Campaccio                              | San Giorgio su Legnano | 3e    | Cross-country    | 22 min 8 s      |
| 2001  | Cross della Vallagarina                | Villa Lagarina         | 3e    | Cross-country    | 15 min 21 s     |
| 2001  | Championnats du monde de cross-country | Ostende                | 21e   | Cross-country    | 29 min 56 s     |
| 2001  | Pasquetta Sportiva                     | Gualtieri              | 3e    | 10 kilomètres    | 34 min 27 s     |
| 2003  | Championnats d'Italie de cross-country | Rome                   | 3e    | Cross-country    | 27 min 32 s     |
| 2005  | Cross della Vallagarina                | Villa Lagarina         | 3e    | Cross-country    | 27 min 49 s     |
| 2005  | Corsa del Saracino                     | Arezzo                 | 2e    | Course populaire | 39 min 53 s     |
| 2006  | Cross della Vallecamonica              | Darfo Boario Terme     | 3e    | Cross-country    | 21 min 45 s     |
| 2006  | Corsa del Saracino                     | Arezzo                 | 2e    | Course populaire | 48 min 9 s      |
| 2007  | CorriTorino                            | Turin                  | 2e    | 10 kilomètres    | 36 min 24 s     |

### Course en montagne
| no  | féminin            | Course                                      | Longueur | Départ             | Temps       |
| --- | ------------------ | ------------------------------------------- | -------- | ------------------ | ----------- |
| 5e  | 5e                 | Trophée mondial de course en montagne       | 7,25 km  | 1er septembre 1996 | 41 min 52 s |
| 1re | Médaille d'or      | Challenge Stellina                          | 8,1 km   | 24 août 1997       | 48 min 38 s |
| 8e  | 8e                 | Trophée mondial de course en montagne       | 7,8 km   | 7 septembre 1997   | 42 min 34 s |
| 2e  | Médaille d'argent  | Trophée européen de course en montagne      | 7,8 km   | 5 juillet 1998     | 35 min 47 s |
| 3e  | Médaille de bronze | Challenge Stellina                          | 8,1 km   | 22 août 1999       | 49 min 7 s  |
| 4e  | 4e                 | Trophée mondial de course en montagne       | 7,8 km   | 19 septembre 1999  | 39 min 48 s |
| 6e  | 6e                 | Trophée européen de course en montagne      | 7,07 km  | 2 juillet 2000     | 34 min 56 s |
| 1re | Médaille d'or      | Grand Prix Montagne Olimpiche               | 8,4 km   | 22 juillet 2001    | 35 min 12 s |
| 2e  | Médaille d'argent  | Mémorial Bianchi                            | 7 km     | 27 juillet 2003    | 33 min 28 s |
| 2e  | Médaille d'argent  | Grand Prix Montagne Olimpiche               | 8,4 km   | 31 août 2003       | 34 min 18 s |
| 8e  | 8e                 | Championnats d'Europe de course en montagne | 7,2 km   | 4 juillet 2004     | 38 min 18 s |
| 9e  | 9e                 | Trophée mondial de course en montagne       | 8,46 km  | 4 septembre 2004   | 52 min 18 s |

## Records
| Épreuve       | Épreuve       | Performance     | Date             | Lieu        |
| ------------- | ------------- | --------------- | ---------------- | ----------- |
| 1 500 mètres  | 1 500 mètres  | 4 min 33 s 33   | 15 juillet 2003  | Donnas      |
| 3 000 mètres  | Plein air     | 9 min 8 s 86    | 8 juin 1994      | Rome        |
| 3 000 mètres  | En salle      | 9 min 16 s 45   | 13 février 2000  | Gênes       |
| 5 000 mètres  | 5 000 mètres  | 15 min 58 s 91  | 8 mai 1994       | Turin       |
| 10 000 mètres | 10 000 mètres | 33 min 30 s 32  | 7 avril 2001     | Barakaldo   |
| 5 kilomètres  | 5 kilomètres  | 15 min 40 s     | 3 février 1995   | Catane      |
| 10 kilomètres | 10 kilomètres | 33 min 9 s 5    | 12 novembre 1995 | Coni        |
| 15 kilomètres | 15 kilomètres | 58 min 31 s     | 25 avril 2007    | Novi Ligure |
| Semi-marathon | Semi-marathon | 1 h 15 min 27 s | 18 octobre 1998  | Haarlem     |